# Here's to Everything (Ooh La La)
Here's to Everything (Ooh La La) è un brano musicale della cantante e rapper inglese Misha B, estratto il 28 aprile 2013 come primo ed unico singolo del secondo album in studio Knock Knock e beneficiato il 20 marzo dello stesso anno di un video ufficiale caricato sul suo canale Vevo. Ha raggiunto la trentacinquesima posizione nelle classifiche inglesi.

## Tracce
- Download digitale

1. Here's to Everything (Ooh La La) – 3:06